# Przylądek Myōgane
Myōgane (jap. 明鐘岬 Myōgane-misaki) – przylądek położony na zachodnim wybrzeżu półwyspu Bōsō, na granicy miast Futtsu i Kyonan (prefektura Chiba, Japonia), w miejscu gdzie zachodni kraniec masywu górskiego Nokogiri opada ku kanałowi Uraga, który łączy Zatokę Tokijską z Oceanem Spokojnym.
W przeszłości przylądek wyznaczał granicę między prowincjami Awa i Kazusa. Okolica przylądka jest górzysta, w przeszłości była trudna do przebycia drogą lądową. Ze względu na jego strategiczne położenie nad kanałem Uraga, znajdowały się tu również pozycje obronne. W okresie Meiji (1868–1912) między przylądkiem a górą Nokogiri został wybudowany tunel kolejowy, aby umożliwić łatwiejsze przedostanie się przez okolicę. Otwarty został w 1917 roku. Jego obecna nazwa to Nokogiriyama. Ma długość  1,251 km – łączy stację kolejową Soga z miastami w południowej części półwyspu Bōsō. W pobliżu przylądka biegnie droga krajowa nr 127 wraz z trzema tunelami (Motona, Shiofuki i Myōgane).
Morze wokół przylądka obfituje w ryby.